# Oison
Oison é uma comuna francesa na região administrativa do Centro, no departamento Loiret. Estende-se por uma área de 12,63 km². Em 2010 a comuna tinha 139 habitantes (densidade: 11 hab./km²).